# Joseph Velly
Joseph Velly (Parigi, 10 marzo 1938 – Parigi, 29 settembre 2016) è stato un ciclista su strada francese.

## Carriera
Professionista negli anni '60, vinse il campionato francese di inseguimento nel 1961 e il Trofeo Baracchi nel 1961 e nel 1963.Dal 2004 il Véloce Club Châteaulinois organizza ogni anno un trofeo con il nome di Jo Velly3, in suo onore.

## Palmarès

### strada
- 1961

Trofeo Baracchi
- 1963

trofeo baracchi

### Pista
- 1960

campione di Francia nell'inseguimento

## Piazzamenti

### Grandi Giri
- Tour de France

1962: ritirato
1963: ritirato

### Classiche monumento
- Milano-Sanremo

1961: 107º
1962: 84º
1963: 15º
1965: 25º
Giro delle Fiandre
1966: 60º
1967: 86º
Parigi-Roubaix
1965: 34º
Giro di Lombardia
1962: 35º
1964: 19º

### Competizioni mondiali
- Campionati del mondo

Nürburgring 1966 - In linea: ritirato